# FIFA 15
FIFA 15 dvadesetdrugo je izdanje Electronic Artsovog serijala FIFA. Proizvođač igre je EA Canada. Igra je izašla 23. rujna 2014. za PlayStation 3 i Xbox 360 u Sjevernoj Americi i 26. rujna 2014. u ostalim regijama. Igra je također izdana za Windows, PlayStation 2, PlayStation Portable, Wii, Nintendo 3DS, PlayStation Vita, uključujući i konzole nove generacije, PlayStation 4 i Xbox One. Također je izdana na uređajima koji pokreću Android i iOS operativne sustave.

## Mogućnosti

### Ignite
Novi engine nazvan Ignite Engite će odsada biti dostupan i na Microsoft Windowsu, PlayStationu 3 te Xbox 360 verzijama igre.

### Ultimate Team
FIFA Ultimate Team potvrđen je za FIFU 15 na svim platformama,

## Omoti
Lionel Messi se vraća kao glavna zvijezda za sve regije na globalnom omotu, nakon što je već bio na omotu za FIFA 14 i FIFA Street. Ovo će biti prvi put da se ime FIFA Soccer neće koristit u Sjevernoj Americi.

## Vanjske poveznice
- Službena stranica